# هايلي جبريسيلاسي

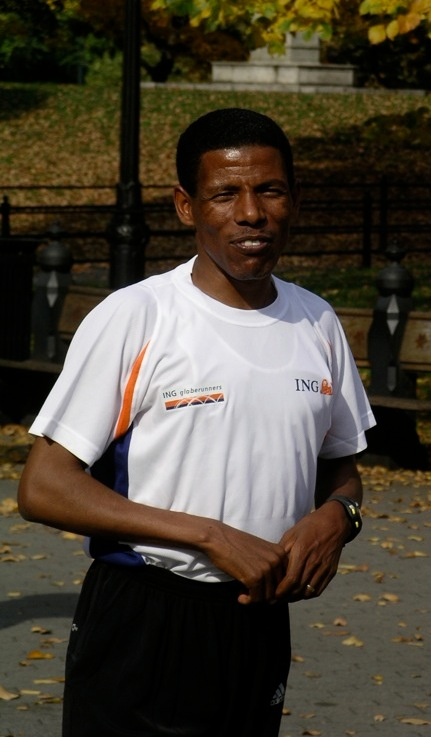
هايلي جبريسيلاسي

هايلي جبريسيلاسي (بالأمهرية: ኃይሌ ገብረ ሥላሴ) هو عداء مسافات طويلة إثيوبي الأصل، وهو صاحب الأرقام القياسية لسباقات ال 20كم عدو والماراثون.

## روابط خارجية
- هايلي جبريسيلاسي على موقع IMDb (الإنجليزية)
- هايلي جبريسيلاسي على موقع قاعدة بيانات الفيلم (الإنجليزية)

- هايلي جبريسيلاسي على موقع الاتحاد الدولي لألعاب القوى (الإنجليزية)
- هايلي جبريسيلاسي على موقع رابطة إحصائيات سباق الطريق (الإنجليزية)
- هايلي جبريسيلاسي على موقع اللجنة الأولمبية الدولية (الإنجليزية)
- هايلي جبريسيلاسي على موقع أوليمبيديا (الإنجليزية)